# Крофелемер
Крофелемер (United States Adopted Names (USAN) — Crofelemer, торговая марка — Mytesi, ранее — Fulyzaq) — лекарственное средство растительного происхождения для лечения диареи, индуцированной приёмом лекарств против ВИЧ, таких как нуклеозидные аналоги ингибиторов обратной транскриптазы и ингибиторы протеазы. Другие возможные применения крофелемера: при диарее у детей, при острой инфекционной диарее и диарее, вызванной синдромом раздраженного кишечника. Кровелемер представляет собой очищенный олигомерный проантоцианидин из так называемой «драконовой крови» — древесной смолы южноамериканского дерева Croton lechleri.
Крофелемер симптоматически лечит диарею, но не применяется для лечения собственно заболеваний, её вызывающих. Первоначально исследования различных целебных свойств Croton lechleri велись в компании Shaman Pharmaceuticals, но в 2005 году компания объявила о начале процедуры банкротства. Однако в 2006 основательница и главный исследователь Shaman Pharmaceuticals Лиза Конт (Lisa A. Conte) стала сооснователем новой компании — Napo Pharmaceuticals, в которой из смолы кротона («крови дракона») и был получен противодиарейный препарат. Сначала, во время исследований, этот олигомер протоантоцианидина носил рабочее название SP-303. Фаза III клинических испытаний по лечению диареи у ВИЧ-инфицированных была завершена в 2012 году, и препарат был одобрен Управлением по санитарному надзору за качеством пищевых продуктов и медикаментов США (FDA) 31 декабря 2012 года под названием «Crofelemer».

## Химический состав
Олигомер SP-303 (крофелемер) представляет собой случайную последовательность мономеров (+)-катехина, (-)-эпикатехина, (+)галлокатехина и (-)-эпигаллокатехина.

## Механизм действия
Крофелемер — ингибирующий трансмембранный регулятор хлоридных каналов с максимальным ингибированием до 90 %. В результате ингибирования канала в кишечник выводится меньше ионов хлорида, что также уменьшает выделение ионов натрия и воды, улучшая консистенцию стула и уменьшая продолжительность диареи. Механизм, по-видимому, является селективным, поскольку другие каналы, участвующие в секреции кишечной жидкости, а именно натриевые и калиевые каналы, не подвержены влиянию крофелемера.
Вещество, судя по всему, не попадает из кишечника в кровоток, а следовательно полностью выводится из организма при дефекации.

## Эффективность
Клиническое 24-недельное исследование на 374 ВИЧ-положительных пациентах, находящихся на антиретровирусной терапии, показало, что применение 125 мг крофелемера ежедневно снижает число водянистых испражнений с 2,7 в сутки до менее чем 2 в сутки у 17 % испытуемых, в то время как в группе, получавшей плацебо, аналогичный результат был получен лишь для 8 %. По-видимому, ключевым показателем успеха является результат, зафиксированный у больных, ранее не реагировавших на антидиарейную терапию: 18,1 % (против 3,5 % у получавших плацебо).

## Безопасность
Профиль безопасности крофелемера сопоставим с профилем безопасности плацебо.

## История
Красная смола растения Croton lechleri используется в традиционной медицине народов Южной Америки для лечения ран, воспалений, опухолей, укусов насекомых и диареи. На родине растения её называют Sangre de Grado или Sangre de Drago (оба названия можно перевести как «кровь дракона»). Ряд веществ был выделен из неё и протестирован на клеточных и животных моделях ещё в конце 1980-х — начале 1990-х гг. В частности, содержащийся в драконовой крови алкалоид таспин оказался действенным промотором заживления ран. Очищенная фракция проантоцианидина, получившая название SP-303, была впервые описана в 1994 году. Тогда исследовались её вероятные противовирусные свойства. В конечном итоге SP-303 было запатентовано Napo Pharmaceuticals как crofelemer, который в декабре 2012 года был утверждён FDA в качестве лекарства для лечения АРТ-индуцированной неинфекционной диареи ВИЧ-инфицированных.